# European Payments Council
De European Payments Council (EPC) is een internationale vereniging zonder winstoogmerk die het besluitvormings- en coördinatieorgaan vormt van de Europese banksector met betrekking tot betalingen. De organisatie werd opgericht in 2002, op initiatief van Europese banken, om een gemeenschappelijke Europese betaalruimte (SEPA) te ontwikkelen, en om één uniforme betaalrekening of betaalkaart in het gehele SEPA-gebied mogelijk te maken. Nadat deze doelen waren bereikt, bleef de organisatie bestaan als besluitvormend en coördinerend orgaan voor het harmoniseren van SEPA-procedures. De EPC stelt regels, standaarden en procedures op voor SEPA en ondersteunt de implementatie daarvan door de Europese banken.  
In 2021 telde de EPC 76 leden, allen banken en bankverenigingen. De EPC maakt geen deel uit van het institutionele kader van de Europese Unie.
De EPC betaling QR-Code komt uit de koker van de EPC.

## Oprichting
Op 7 februari 1992 werd in het Verdrag van Maastricht overeenstemming bereikt over de oprichting van de Europese Economische en Monetaire Unie (EMU). De kern van het verdrag was de invoering van de euro als wettig betaalmiddel in de deelnemende landen, giraal op 1 januari 1999 en in contanten vanaf 1 januari 2002. In de voorbereidingen van de invoering nam het Europees Parlement op 27 januari 1997 een richtlijn aan met betrekking tot grensoverschrijdende overmakingen. Deze richtlijn moest bankdiensten  verbeteren op het gebied van grensoverschrijdende overmakingen efficiëntie te verhogen, maar was niet dwingend. Op 31 januari 2001 liet de Europese Commissie aan het Europees Parlement en de Raad van de Europese Unie weten dat deze richtlijn haar doel niet bereikt had.
De Europese Commissie en de Raad stelden daarop op 19 december 2001 een nieuwe verordening op, waarin werd afgedwongen dat banken voor grensoverschrijdende betalingen in euro's dezelfde tarieven moesten gaan rekenen als voor binnenlandse betalingen. De nieuwe regel stuitte op weerstand van de Europese banken, omdat binnenlandse betalingen op dat moment tegen zeer lage kosten werden verricht. Om verdere van bovenaf opgelegde ongunstige regelgeving te voorkomen, zagen de Europese banken zich genoodzaakt om een institutioneel kader te creëren om het bulkbetalingsverkeer binnen de Europese Unie te standaardiseren en te verbeteren. Op 25 en 26 maart 2002 vond in Brussel een workshop plaats waaraan 42 grote Europese banken deelnamen. Deze bijeenkomst leidde in de zomer van 2002 tot het  European Payments Council.

## Leden
- Belgische leden zijn Febelfin, HomeSend en KBC Groep.
- Nederlandse leden zijn de banken ING, Rabobank en ABN AMRO. Ook is Betaalvereniging Nederland lid.[4]